# يوسف حجي
يوسف حجي، (مواليد 25 فبراير 1980) لاعب كرة قدم مغربي وهو الشقيق الأصغر للنجم المغربي الدولي السابق مصطفى حجي.
بدأ مسيرته الكروية مع نادي نانسي الفرنسي في عام 1998، ولعب معهم حتى عام 2003، وشارك معهم في 95 مباراة وسجل 13 هدف، وفي عام 2003 انتقل إلى نادي باستيا الفرنسي، ولعب معهم حتى عام 2005، وشارك معهم في 62 مباراة وسجل 13 هدف، وفي عام 2005 انتقل إلى نادي رين الفرنسي، ولعب معهم حتى عام 2007، وشارك معهم في 28 مباراة وسجل 3 أهداف، ومنذ عام 2007 وهو يلعب مع نادي نانسي الفرنسي، في يونيو 2012 وقع لنادي العربي القطري لموسمين لكنه لم يلعب كثيراً وتعرض لإصابة جعلت النادي يفسخ العقد معه، وقد وقع في أغسطس 2013 مع نادي إيلازغسبور التركي لعامين لكنه سرعان مافشخ عقده بعد مشاكل بين الطرفين في الشق الخاص بالأمور المالية ولعب معه 10 مباريات بين الدوري والكأس التركيين، وفي ماي 2014 أعلن نادي نانسي الممارس في الدرجة الفرنسية الثانية عن ضمه يوسف حجي لمدة موسم واحد قبل للتجديد في حال حقق النادي الصعود إلى الليغ 1، وبالتالي يكون حجي قد عاد إلى فريقه الأصلي الذي انطلق معه.

## مع المنتخب المغربي
- أول مباراة دولية : المغرب 2 - 0 ترينداد و توباغو (سبتمبر 2003)
- عدد المباريات في كأس أمم إفريقيا : 15 مباراة
- عدد الأهداف في كأس أمم إفريقيا : 3 أهداف

## الأهداف الدولية
| #  | التاريخ        | الملعب                                                | المنافس          | النتيجة | المنافسات                       |
| -- | -------------- | ----------------------------------------------------- | ---------------- | ------- | ------------------------------- |
| 1  | 27 يناير 2004  | ملعب مصطفى بن جنات,المنستير، تونس                     | نيجيريا          | 1 - 0   | كأس الأمم الأفريقية 2004        |
| 2  | 8 فبراير 2004  | ملعب الطيب المهيري , صفاقس , تونس                     | الجزائر          | 3 - 1   | كأس الأمم الأفريقية 2004        |
| 3  | 11 فبراير 2004 | الملعب الأولمبي بسوسة ,سوسة، تونس                     | مالي             | 4 - 0   | كأس الأمم الأفريقية 2004        |
| 4  | 9 فبراير 2005  | المجمع الرياضي الأمير مولاي عبد الله، الرباط , المغرب | كينيا            | 5 - 1   | تصفيات كأس العالم 2006          |
| 5  | 26 مارس 2005   | المجمع الرياضي الأمير مولاي عبد الله، الرباط , المغرب | غينيا            | 1 - 0   | تصفيات كأس العالم 2006          |
| 6  | 4 يونيو 2005   | المجمع الرياضي الأمير مولاي عبد الله، الرباط , المغرب | مالاوي           | 4 - 1   | تصفيات كأس العالم 2006          |
| 7  | 4 يونيو 2005   | المجمع الرياضي الأمير مولاي عبد الله، الرباط , المغرب | مالاوي           | 4 - 1   | تصفيات كأس العالم 2006          |
| 8  | 17 يناير 2006  | المجمع الرياضي الأمير مولاي عبد الله، الرباط , المغرب | أنغولا           | 2 - 2   | ودي                             |
| 9  | 16 أغسطس 2006  | المجمع الرياضي الأمير مولاي عبد الله، الرباط , المغرب | بوركينا فاسو     | 1 - 0   | ودي                             |
| 10 | 25 مارس 2007   | الملعب الوطني للرياضات ,هراري، زيمبابوي               | زيمبابوي         | 1 - 1   | تصفيات كأس الأمم الأفريقية 2008 |
| 11 | 2 يونيو 2007   | المركب الرياضي محمد الخامس , الدار البيضاء ,المغرب    | زيمبابوي         | 2 - 0   | تصفيات كأس الأمم الأفريقية 2008 |
| 12 | 11 أكتوبر 2008 | المجمع الرياضي الأمير مولاي عبد الله، الرباط , المغرب | موريتانيا        | 4 - 1   | تصفيات كأس العالم 2010          |
| 13 | 11 أكتوبر 2008 | المجمع الرياضي الأمير مولاي عبد الله، الرباط , المغرب | موريتانيا        | 4 - 1   | تصفيات كأس العالم 2010          |
| 14 | 11 أغسطس 2010  | المجمع الرياضي الأمير مولاي عبد الله، الرباط , المغرب | غينيا الاستوائية | 2 - 1   | ودي                             |
| 15 | 11 أغسطس 2010  | المجمع الرياضي الأمير مولاي عبد الله، الرباط , المغرب | غينيا الاستوائية | 2 - 1   | ودي                             |
| 16 | 4 يونيو 2011   | ملعب مراكش , مراكش , المغرب                           | الجزائر          | 4 - 0   | تصفيات كأس الأمم الأفريقية 2012 |

## روابط خارجية
- يوسف حجي على موقع الاتحاد الدولي (مؤرشف)  (الإنجليزية)
- يوسف حجي على موقع اتحاد تركيا (لاعب) (الإنجليزية)
- يوسف حجي على موقع رابطة كرة القدم الفرنسية للمحترفين (الإنجليزية)
- يوسف حجي على موقع قاعدة بيانات كرة القدم.إي يو (الإنجليزية)
- يوسف حجي على موقع ليكيب (الفرنسية)
- يوسف حجي على موقع ناشيونال فوتبول تيمز (الإنجليزية)
- يوسف حجي على موقع Soccerway.com (الإنجليزية)
- يوسف حجي على موقع عالم كرة القدم.نت (الإنجليزية)
- يوسف حجي على موقع AS.com (الإسبانية)